# 新発田警察署
新発田警察署（しばたけいさつしょ）は、新潟県警察が管轄する警察署の一つである。

## 管轄区域
- 新発田市
- 胎内市
- 北蒲原郡聖籠町の一部

## 所在地
- 新潟県新発田市中央町4丁目2-4

## 沿革
- 1874年（明治7年） - 新発田取締所として発足
- 1877年（明治10年） - 新発田警察署となる
- 1948年（昭和23年） - 警察制度改正により、新発田市警察署と国家地方警察北蒲原地区警察署とに分割
- 1954年（昭和29年） - 警察法改正により、新潟県警察新発田警察署となる
- 1979年（昭和54年） - 現在地に新築移転
- 2017年（平成29年）9月1日 - 胎内警察署を当署の胎内分庁舎に組織変更

## 組織
- 警務課
- 会計課
- 留置管理課
- 生活安全課
- 地域課
- 刑事課
- 交通課
- 警備課

## 分庁舎

### 胎内市

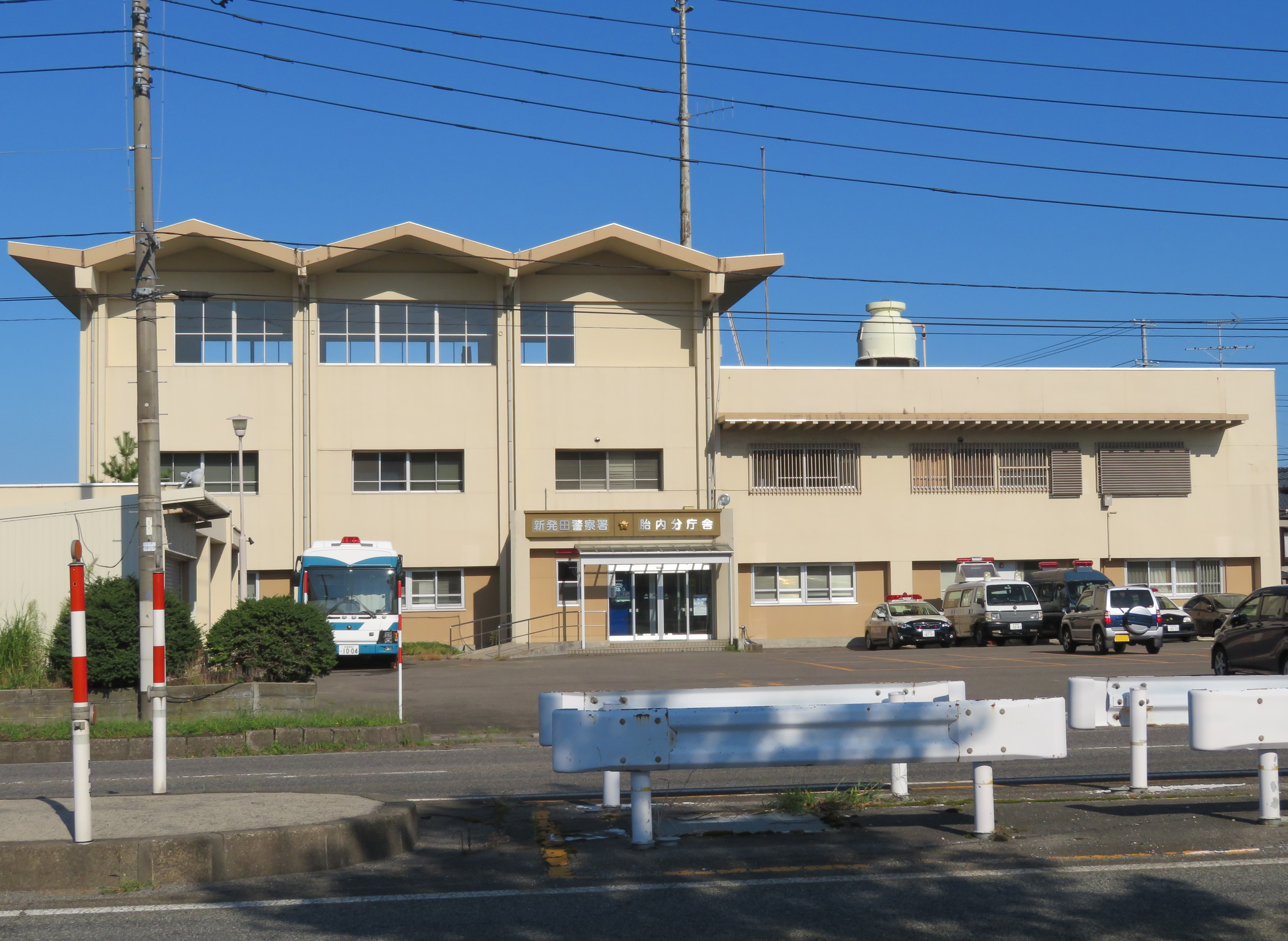
胎内分庁舎

- 胎内分庁舎（胎内市東本町20-12）

## 交番

### 新発田市
- 新発田駅前交番（新発田市諏訪町1丁目1-12）
- 下町交番（新発田市大手町1丁目4-13）

### 聖籠町
- 聖籠交番（北蒲原郡聖籠町大字諏訪山1673-5）

## 駐在所

### 新発田市
- 佐々木駐在所（新発田市曽根99-2）
- 赤谷駐在所（新発田市上赤谷2702-1）
- 五十公野駐在所（新発田市五十公野5170-4）
- 石喜駐在所（新発田市石喜222-19）
- 七葉駐在所（新発田市上館甲705-3）
- 菅谷駐在所（新発田市菅谷1016-7）
- 稲荷岡駐在所（新発田市稲荷岡849-2）
- 米子駐在所（新発田市米子46-2）
- 乙次駐在所（新発田市乙次289-2）
- 天王駐在所（新発田市天王672-1）
- 月岡駐在所（新発田市月岡705-3）
- 古川駐在所（新発田市古川2-3）
- 金塚駐在所（新発田市下小中山1024-160）

### 胎内市
- 築地駐在所（胎内市築地3498-3）
- 乙駐在所（胎内市菅田1183-1）
- 黒川駐在所（胎内市東牧721-1）
- 胎内駐在所（胎内市栗木野新田108-6）